# Jimmy Choo
Pour les articles homonymes, voir Choo (homonymie).

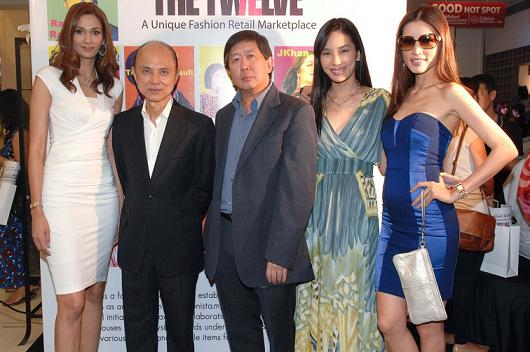
Jimmy Choo (en noir) avec Andrea Fonseka (rayures) et Amber Chia (lunettes) en 2011.

Jimmy Choo (chinois : 周仰傑 ; pinyin : Zhōu Yǎngjié) (1961 à Penang, en Malaisie) est un créateur de chaussures de luxe réputé internationalement, fondateur à Londres en 1996 de la marque de prêt à porter du même nom.

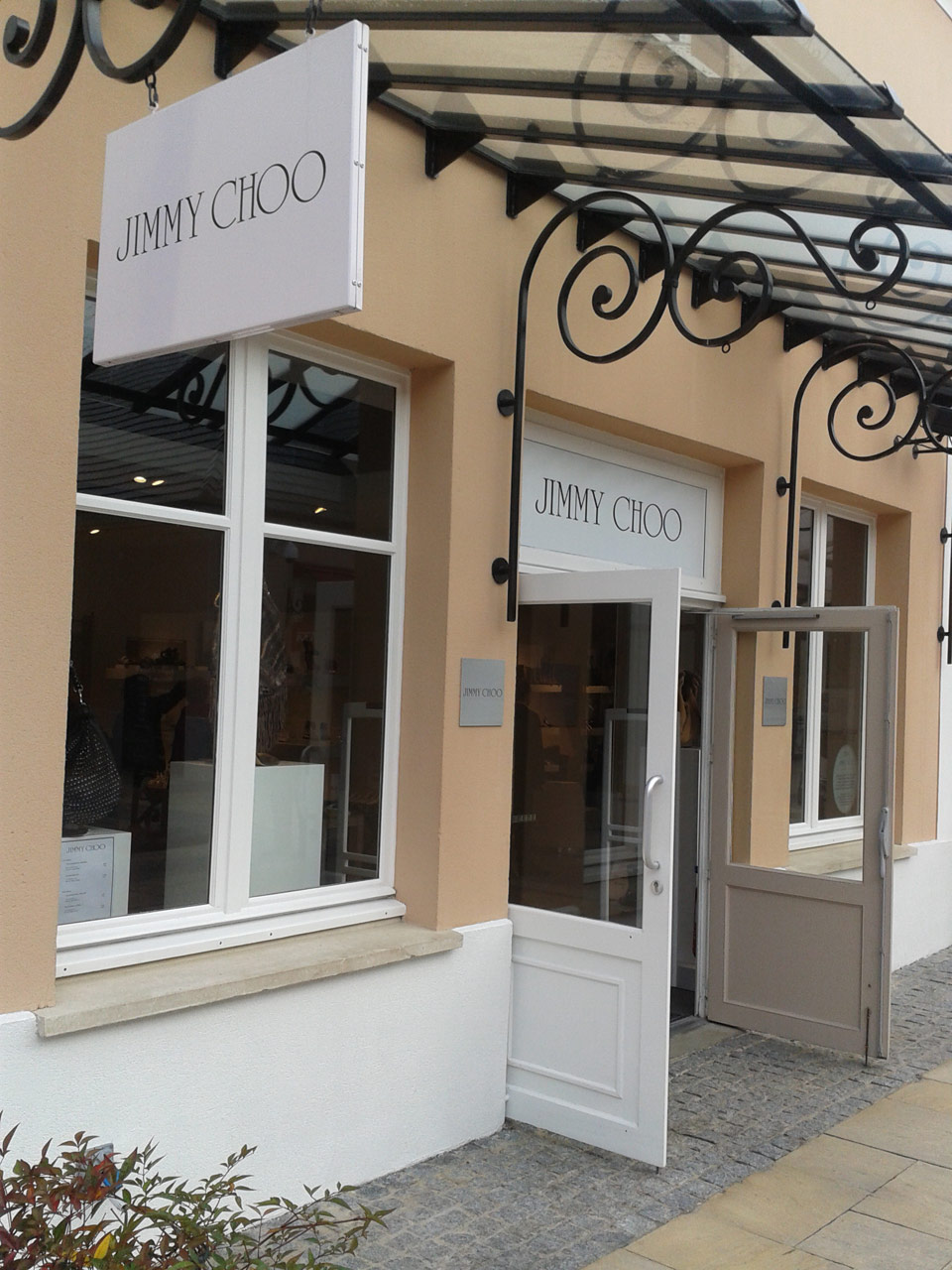
Magasin Jimmy Choo à Val d'Europe.

## Biographie

### Personnalité
Jimmy Choo est né à Penang, Malaisie, dans une famille de cordonniers. D'origine Hakka, il a vécu en Chine, mais est désormais basé à Londres. « Chow » est son nom de naissance. L'officier de la mairie a mal orthographié son nom sur son acte de naissance, ce qui a donné Jimmy « Choo ».
Jimmy Choo a créé sa première chaussure à onze ans. Il a étudié à la Cordwainers' Technical College (maintenant le London College of Fashion) ; il en est sorti diplômé en 1983.
Il a créé sa première boutique en 1986 dans le district londonien de Hackney. En 1988, Vogue Magazine a publié certaines de ses chaussures.
Jimmy Choo a obtenu la récompense d'officier de l'Ordre de l'Empire britannique des mains de la reine Élisabeth II.

### La marque

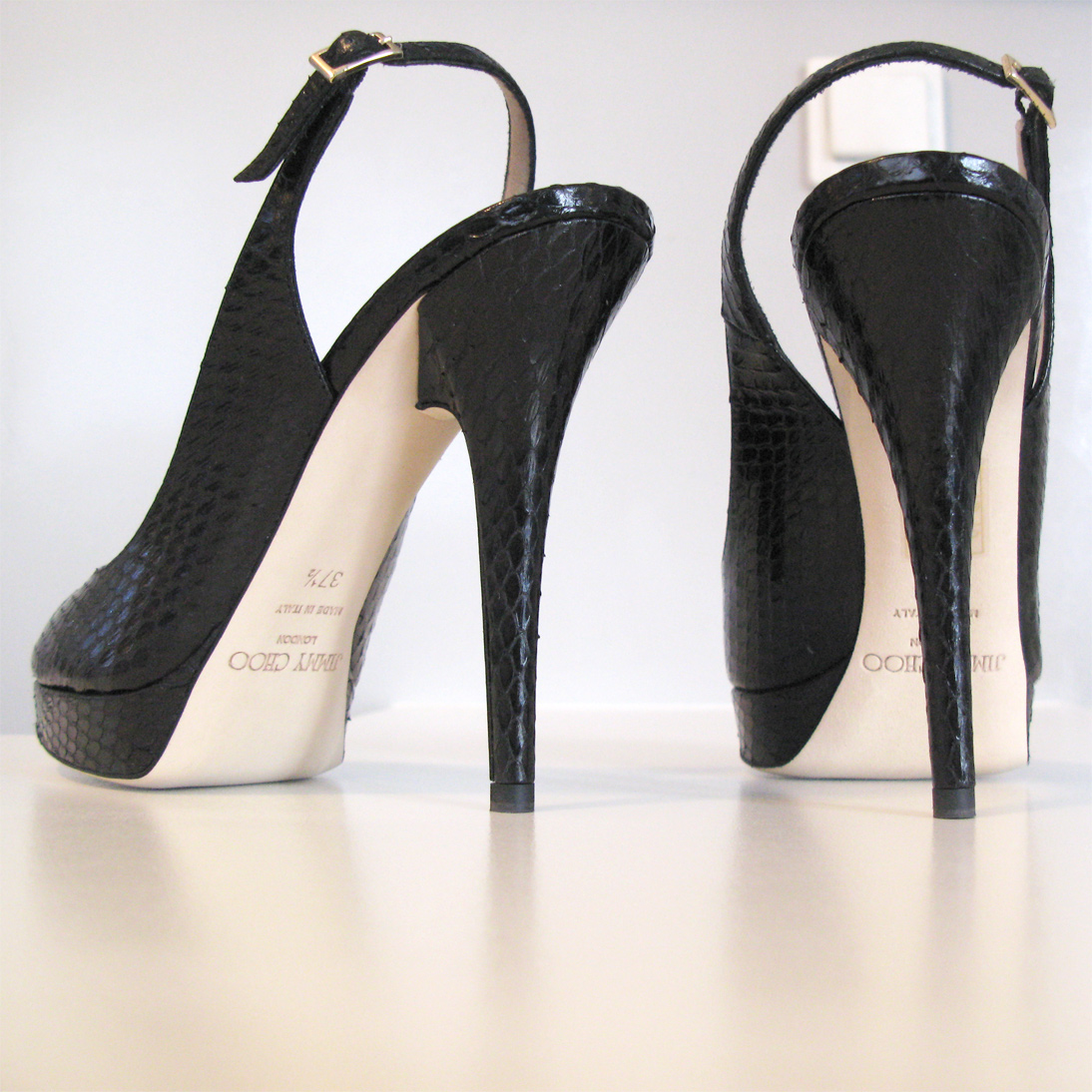
Escarpins ouverts en Elaphe, Jimmy Choo, talons 115 mm, plateformes de 20 mm.

Une première boutique à l'enseigne Jimmy Choo est apparue sur Motcomb Street à Londres en 1996, date de création de la marque avec Tamara Mellon, fille de Tommy Yeardye cofondateur de la société Vidal Sassoon. À partir de 1998, ouvertures de boutiques aux États-Unis.
Ses clientes les plus connues sont Natalie Imbruglia, Madonna et Katie Holmes, Michelle Obama, aussi bien que la défunte Diana Spencer princesse de Galles dès 1990. Ses chaussures sont également prêtées aux célébrités lors d'évènements importants.
En 2004 la maison est rachetée par Lion Capital (101 millions de £), puis en février 2007 par TowerBrook Capital Partners (187 millions de £), et enfin par Labelux en 2011,.
En novembre 2009, après de précédentes collaborations avec Karl Lagerfeld, Stella McCartney ou Viktor & Rolf, la griffe suédoise H&M invite la marque Jimmy Choo comme « guest designer », pour une collection capsule. De 2008 à 2010, d'autres courtes collaborations sont effectuées avec les marques de bottes Hunter, puis UGG Australia (en).
En avril 2001, J. Choo a annoncé une nouvelle association avec la société Equinox Luxury Holdings Ltd (pour 18 millions de £), qui a acquis sa part (50 %) de sa société. Cette année-là, une gamme de sacs à main apparait, en complément des chaussures.
Alors que Jimmy Choo Ltd. est essentiellement un fabricant de chaussures pour femmes, une collection pour hommes est lancée fin 2011. Tamara Mellon (en) quitte la marque fin 2011,, ainsi que le PDG Joshua Schulman. La direction artistique est reprise en binôme par Simon Holloway, ainsi que Sandra Choi, la nièce de Jimmy Choo.
Aujourd'hui, la marque de prêt-à-porter Jimmy Choo est reconnue internationalement, pour ses chaussures fabriquées en Italie. L'entreprise propose également des sacs à main, des accessoires (dont des lunettes de soleil depuis 2008) et un parfum.
Le 25 juillet 2017, Michael Kors annonce le rachat de Jimmy Choo Ltd. pour 1 milliard de dollars.

#### Lignes de parfums
En 2009 Jimmy Choo signe un contrat de licence mondial exclusif avec Interparfums.
- Jimmy Choo (2011)
- Flash (2013)
- Jimmy Choo Man (2014)
- Jimmy Choo Illicit (2015)
- Jimmy Choo Illicit Flower (2016)
- Jimmy Choo L'Eau (2017)
- Jimmy Choo Man Ice (2017)